# Arvella Gray
Arvella Gray (Somerville, 28 gennaio 1906 – Chicago, 7 settembre 1980) è stato un cantante e chitarrista statunitense di musica blues.
Nato in Texas, ha poi trascorso gran parte della sua vita esibendosi come artista di strada nella città di Chicago, soprattutto nell'area di Maxwell Street. Il suo stile era un miscuglio di folk, blues e gospel.
Gray, il cui vero nome era Walter o James Dixon, perse la vista durante gli anni trenta, probabilmente durante una rapina in
banca, fatto per il quale ci si riferisce all'artista anche come a Blind Arvella Gray.
L'unico album pubblicato si intitola The Singing Drifter ed uscì per la prima volta nel 1972 in versione vinile; nel 2005 ne è uscita una versione CD remasterizzata per l'etichetta Conjuroo.